# Muziek Expres
Muziek Expres is een Nederlands muziektijdschrift dat tussen januari 1956 en december 1989 maandelijks verscheen. Tot juni 1963 verscheen het blad in zwart-wit, daarna (deels) in kleur. Tot halverwege de jaren zeventig was Muziek Expres met afstand het grootste Nederlandse popblad.

## Oplagen

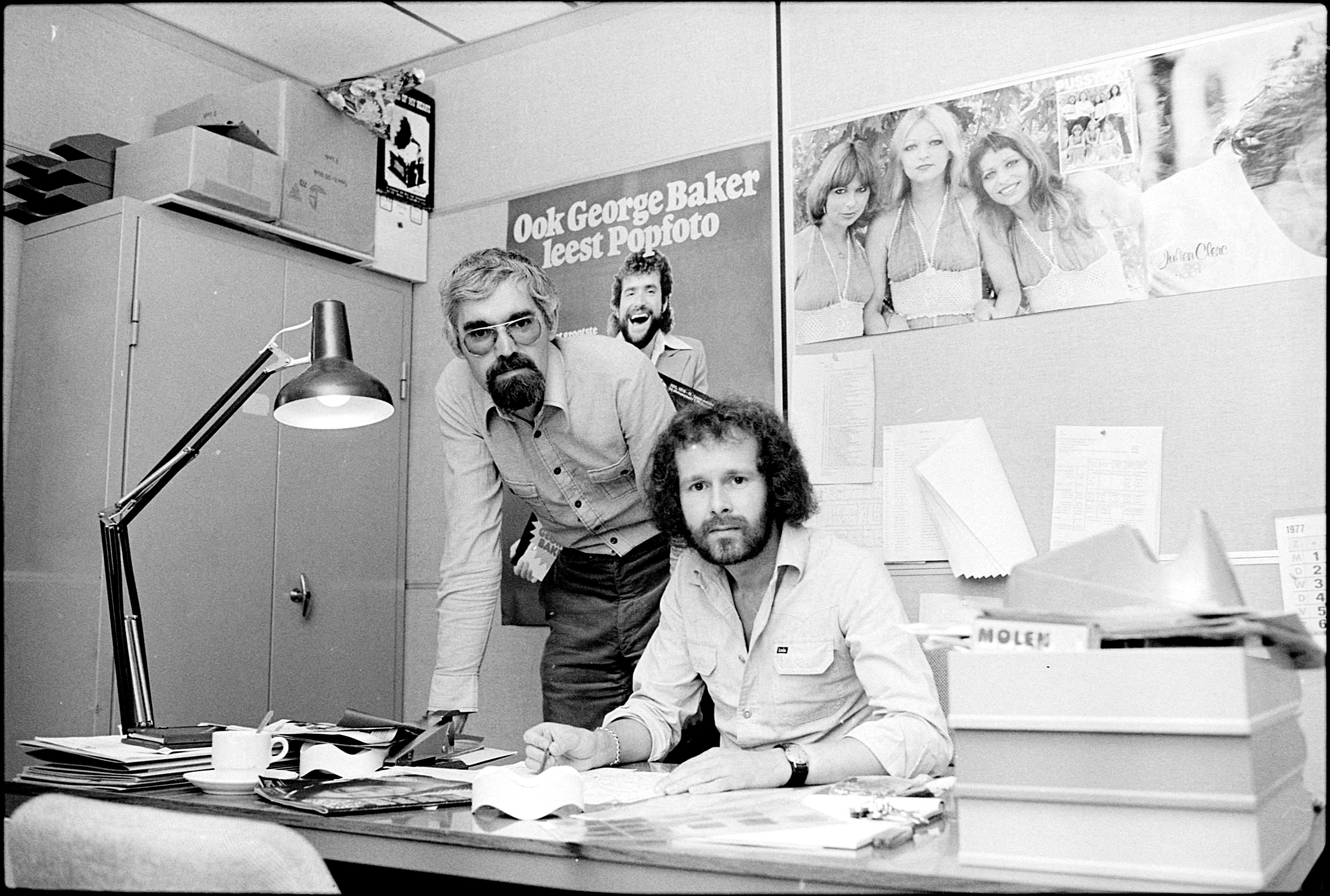
Hoofdredactie Muziek Expres, 1977

De oplage van Muziek Expres bereikte een hoogtepunt in 1974 (375.000 exemplaren). Oprichter en uitgever Paul Acket, tevens actief als concertorganisator, verkocht het blad toen, samen met Popfoto, voor een miljoenenbedrag aan uitgeverij VNU. Van de opbrengst richtte hij het North Sea Jazz Festival op. In 1975 stapte Acket tevens op als directeur van Muziek Expres B.V. en vertrok ook langjarig hoofdredacteur Ruud van Dulkenraad. Hij werd opgevolgd door achtereenvolgens Paul Deckers (1975-1976), Dick Kooiman (1977-1985; tevens hoofdredacteur van Popfoto), Tineke Verhoeven (1985-1988) en Jan Groenewold (1988-1989). Na diverse formulewijzigingen daalde de oplage van Muziek Expres vanaf 1974 snel: tot 137.015 exemplaren in 1979 en 77.813 in 1989. VNU besloot toen de uitgave van het blad te staken: in december 1989 verscheen het 645ste en laatste nummer.

## Inhoud
De inhoud van Muziek Expres bestond voornamelijk uit artikelen over en interviews met de artiesten die op dat moment populair waren. Andersom kon een reportage in het blad ook leiden tot een plotselinge stijging van de platenverkoop. Met de posters uit het tijdschrift werd destijds menige tienerkamer behangen. Maandelijks werden teksten afgedrukt van enkele liedjes die hoog in de hitparade stonden. Hiervan werd gretig gebruikgemaakt door artiesten en bandjes. Hoewel onder de teksten netjes de naam van de muziekuitgeverij werd afgedrukt, werden de meeste teksten door de redactie van het blad op gehoor gereproduceerd. Dit leidde soms tot vreemde resultaten. Zo werd in 1965 de beginregel van We've gotta get out of this place van The Animals afgedrukt als "In the studio part of the city", terwijl het moest zijn "In this dirty old part of the city". Het gevolg was, dat in vele dancings en parochiezaaltjes hits met gebrekkige "Muziek Expres-teksten" werden vertolkt.
Vanaf 1960 publiceerde het blad ook de programmering van Radio Veronica. Veronica-diskjockey Joost den Draaijer had tussen 1961 en 1964 zijn eigen rubriek in het blad. Vanaf juni 1958 drukte "ME" zijn eigen (maandelijkse) hitparade af. De populariteit daarvan daalde halverwege de jaren 60 toen de wekelijkse hitlijsten opkwamen, zoals de Tijd voor Teenagers Top 10, de PS Popparade (ook wel Parool Top 20 genoemd), en de Veronica Top 40, waarvan iedere vrijdag gratis gedrukte exemplaren werden verspreid.

## Duitsland
Onder de titel Musikexpress begon in juli 1969 op initiatief van Acket ook een Duitstalige versie van Muziek Expres te verschijnen, met aanvankelijk grotendeels dezelfde inhoud als de Nederlandse editie. Anders dan 'moederblad' Muziek Expres bestaat Musikexpress nog steeds. Sinds 2000 wordt het blad uitgegeven door Axel Springer Verlag.

## Publicaties
- Henk van Gelder en Hester Carvalho: Gouden tijden. Vijftig jaar Nederlandse popbladen. Amsterdam, Uitgeverij Jan Mets, 1993. ISBN 90-5330-121-6.